# Geest-Verlag
Der Geest-Verlag ist ein deutscher Kleinverlag aus Vechta.

## Details
Der Buchverlag ist auf Lyrik, einschließlich Kinderlyrik, spezialisiert. Es werden aber auch Romane, Biografien, Kurzgeschichten, Kinder- und Jugendliteratur sowie gemischte Sammelbände aus Lyrik und Kurzgeschichten veröffentlicht. Alle Ausgaben sind illustriert.
Pro Jahr erscheinen etwa 15 Titel in Kleinstauflagen, die ohne Autorenzuschüsse auskommen. Zu bekannten Autoren des Verlags zählen unter anderem Simak Büchel, Ernst Ferstl, Nicoleta Craita Ten’o (Bremer Literaturpreis) und Jenny Schon (Andreas-Gryphius-Preis 2016). Der Verlag engagiert sich für eine demokratische Gesellschaft und engagierte Heimatkunde. Er hat zahlreiche Publikationen des „Werkkreises Literatur der Arbeitswelt“ und seiner Mitglieder verlegt.
Im Verlag erscheint die Literaturzeitschrift Volksfest.

## Geschichte
Der Verlag wurde 1998 von Alfred Büngen gegründet, der ihn seitdem leitet, ab 2007 gemeinsam mit Inge Witzlau.